# Пяточная кость
Пяточная кость (лат. Calcaneus) — кость проксимального отдела предплюсны, является самой крупной из всех костей стопы. Относится к типу губчатых костей. Соединена с кубовидной костью и с таранной костью.

## Структура
Пяточная кость является самой крупной костью заднего отдела стопы. Она имеет удлиненную форму и сжата с боков. Состоит из тела и выступающего сзади бугра пяточной кости. На внутренней стороне имеется выступ, который называется «опора таранной кости». Пяточная кость имеет четыре суставные поверхности. Она способна выдерживать высокие растягивающие, изгибающие и сжимающие нагрузки. Однако значительные мгновенные нагрузки часто приводят к её разрушению. Впервые детальное описание переломов пяточной кости сделал французский хирург Жозеф Мальгэнь в 1856 году. В 1938 года американский ортопед Чарлз Гофф описал около 40 различных способов лечения переломов пяточной кости.

## Функции
К пяточной кости крепится ахиллово сухожилие, являющееся продолженнием трех мышц: икроножной, камбаловидной и подошвенной. Функция этих мыщц важна для ходьбы, бега и прыжков. Они обеспечивают подошвенное сгибание стопы, сгибание колена. Пяточная кость также служит местом крепления для коротких мышц стопы, которые идут вдоль подошвы стопы и контролируют пальцы ног. Свод пяточной кости обеспечивает пружинящее соединение между передней частью стопы и всей ногой. Рассеивает и дробит энергию удара передней части стопы об землю на равномерные части для последовательного поглощения мышцами и сухожилиями ноги, затем таза, а затем торса и головы.